# Utivarachna rama
Espèce
Utivarachna rama est une espèce d'araignées aranéomorphes de la famille des Trachelidae.

## Distribution
Cette espèce est endémique de la province de Chiang Mai en Thaïlande,. Elle se rencontre entre 1 610 et 2 550 m d'altitude sur le Doi Inthanon.

## Description
Le mâle holotype mesure 4,96 mm et la femelle paratype 6,30 mm.

## Publication originale
- Chami-Kranon, Likhitrakarn & Wongsawad, 2007 : Utivarachna rama sp. n., a new species of tracheline spiders (Araneae: Corinnidae) from Thailand. Zootaxa, no 1446, p. 59-68.